# Tahir Erda
Le général Tahir Erda est un militaire tchadien.

## Biographie
Il a été le commandant adjoint de la Direction générale de service de sécurité des institutions de l'État (DGSSIE), le corps d'élite des forces armées tchadiennes. Il a lutté dans le Tibesti au début des années 2000 contre la rébellion de Youssouf Togoïmi. Il a participé en 2008 à la bataille d'Am Zoer.
Il est le directeur général de la gendarmerie nationale de 2014 à 2019 (remplacé par le général  Ousman Bassi Lougouma le 23 janvier 2019),.
Il est nommé le 25 janvier 2019 chef d'état-major de l'armée de terre (CEMAT) et succède brutalement, le 22 mars 2019, au chef d'état-major général des armées (CEMGA) Brahim Seid Mahamat, en poste depuis six, après une attaque de Boko Haram dans le sud-ouest du pays qui a fait vingt-trois morts dans les rangs de l’armée.
Le 24 novembre 2020, il est nommé à la tête de la Direction générale du renseignement militaire (en remplacement du colonel Djougoune Brahim Djouma).
Après la mort d'Idriss Déby le 20 avril 2020 et la prise de pouvoir de son fils Mahamat Idriss Déby, il devient membre du Conseil militaire de transition.
Tahir Erda était un très proche du président Déby, qu'il avait rejoint quand ce dernier était entré en rébellion contre Hissène Habré en 1989,. Il est le frère de Hamid Erda Tairo, marié à une des filles du président Déby. D'ethnie zaghawa, il est apparenté aux frères Tom et Timan Erdimi.
Le 28 avril 2021, Taher Erda Taïro est nommé à la tête de la Garde présidentielle (DGSSIE).
Le 02 Janvier 2023, il a été élevé au rang et appellation de général d’armée  par le président du conseil de Transition.